# Такуэлл, Майк
Майкл Та́куэлл (англ. Michael Thackwell, Окленд, 30 марта 1961 года) — новозеландский автогонщик, участник чемпионата мира по автогонкам в классе Формула-1. Чемпион Европы Формулы-2 1984 года. Был самым молодым гонщиком, когда-либо стартовавшим в гонке чемпионата мира Формулы-1 до Гран-при Венгрии 2009 года, где его рекорд забрал Хайме Альгерсуари.

## Биография
В 1979 году стал бронзовым призёром британской Формулы-3, одержав пять побед в гонках. В 1980 году участвовал в трёх Гран-при чемпионата мира Формулы-1. На Гран-при Нидерландов не прошёл квалификацию, а на Гран-при Канады завоевал 24-е место на старте и стал самым молодым гонщиком, попавшим на старт гонки в возрасте 19 лет 182 дня (предыдущее достижение принадлежало Рикардо Родригесу, стартовавшему в Гран-при Италии 1961 года в возрасте 19 лет 208 дней). В самой гонке Такуэлл не участвовал: после стартового завала и остановки гонки ему пришлось отдать машину напарнику по команде Жану-Пьеру Жарье, так как его автомобиль был повреждён при аварии на старте. С 1981 по 1986 год Такуэлл выступал в чемпионате Европы Формулы-2 (с 1985 года — Формула-3000), где за это время одержал 13 побед и выиграл чемпионский титул в 1984 году. Также дважды появлялся на этапах Формулы-1 в 1984 году, один раз не прошёл квалификацию, а в другой попытке не добрался до финиша. В 1986—1987 годах участвовал в чемпионате мира спортивных автомобилей, выиграл гонку на Нюрбургринге. После неполного сезона в Формуле-3000 в 1988 году ушёл из автогонок.

## Результаты гонок в Формуле-1
| Легенда к таблице |                                                                    |
| --- | ------------------------------------------------------------------ |
| В таблице перечислены результаты всех Гран-при Формулы-1, в которых принимал участие гонщик. Строками таблицы являются сезоны, столбцами — этапы чемпионата мира. В каждой клетке указаны сокращённое название этапа и результат, дополнительно обозначенный цветом. Расшифровка обозначений и цветов представлена в нижеследующей таблице. |                                                                    |
| \| Пример \| Описание \| \| ------------ \| ------------------------------------------------------------------ \| \| 1 \| Победитель \| \| 2 \| Второе место \| \| 3 \| Третье место \| \| 5 \| Финишировал, заработав очки \| \| Сход \| Не финишировал, но при этом заработал очки \| \| 12 \| Финишировал, не получив очков \| \| НКЛ \| Финишировал, но не попал в финальную классификацию \| \| 15 \| Участвовал вне зачёта, либо по отдельной классификации \| \| 18 \| Не финишировал, но попал в финальную классификацию \| \| Сход \| Не финишировал \| \| НКВ \| Не прошёл квалификацию \| \| НПКВ \| Не прошёл предквалификацию \| \| ДСК \| Дисквалифицирован \| \| ИСК \| Исключён из протокола соревнований \| \| ТТ \| Заявлен для участия только в тренировках \| \| НС \| Участвовал в квалификации, но не стартовал в гонке \| \| Т \| Травмирован или болен \| \| ОТК \| Отказ от участия \| \| НТР \| Прибыл на соревнования, но на трассу не выезжал \| \| НПР \| Был заявлен в числе участников, но не прибыл к началу соревнований \| \| О \| Соревнования отменены \| \| \| Не участвовал \| \| Поул-позиция \| \| \| Быстрый круг \| \| |                                                                    |
| Пример | Описание                                                           |
| 1 | Победитель                                                         |
| 2 | Второе место                                                       |
| 3 | Третье место                                                       |
| 5 | Финишировал, заработав очки                                        |
| Сход | Не финишировал, но при этом заработал очки                         |
| 12 | Финишировал, не получив очков                                      |
| НКЛ | Финишировал, но не попал в финальную классификацию                 |
| 15 | Участвовал вне зачёта, либо по отдельной классификации             |
| 18 | Не финишировал, но попал в финальную классификацию                 |
| Сход | Не финишировал                                                     |
| НКВ | Не прошёл квалификацию                                             |
| НПКВ | Не прошёл предквалификацию                                         |
| ДСК | Дисквалифицирован                                                  |
| ИСК | Исключён из протокола соревнований                                 |
| ТТ | Заявлен для участия только в тренировках                           |
| НС | Участвовал в квалификации, но не стартовал в гонке                 |
| Т | Травмирован или болен                                              |
| ОТК | Отказ от участия                                                   |
| НТР | Прибыл на соревнования, но на трассу не выезжал                    |
| НПР | Был заявлен в числе участников, но не прибыл к началу соревнований |
| О | Соревнования отменены                                              |
| | Не участвовал                                                      |
| Поул-позиция |                                                                    |
| Быстрый круг |                                                                    |

| Год  | Команда | Шасси       | Двигатель | 1   | 2   | 3   | 4   | 5   | 6   | 7        | 8   | 9   | 10  | 11      | 12  | 13       | 14      | 15  | 16  | Место | Очки |
| ---- | ------- | ----------- | --------- | --- | --- | --- | --- | --- | --- | -------- | --- | --- | --- | ------- | --- | -------- | ------- | --- | --- | ----- | ---- |
| 1980 | Arrows  | Arrows A3   | Cosworth  | АРГ | БРА | ЮАР | СШЗ | БЕЛ | МОН | ФРА      | ВЕЛ | ГЕР | АВТ | НИД НКВ | ИТА |          |         |     |     | -     | 0    |
| 1980 | Tyrrell | Tyrrell 010 | Cosworth  |     |     |     |     |     |     |          |     |     |     |         |     | КАН Сход | США НКВ |     |     | -     | 0    |
| 1984 | RAM     | RAM 02      | Hart      | БРА | ЮАР | БЕЛ | САН | ФРА | МОН | КАН Сход | ДЕТ | ДАЛ | ВЕЛ |         |     |          |         |     |     | -     | 0    |
| 1984 | Tyrrell | Tyrrell 012 | Cosworth  |     |     |     |     |     |     |          |     |     |     | ГЕР НКВ | АВТ | НИД      | ИТА     | ЕВР | ПОР | -     | 0    |